# نوکیا ۶۶۰۰ فولد

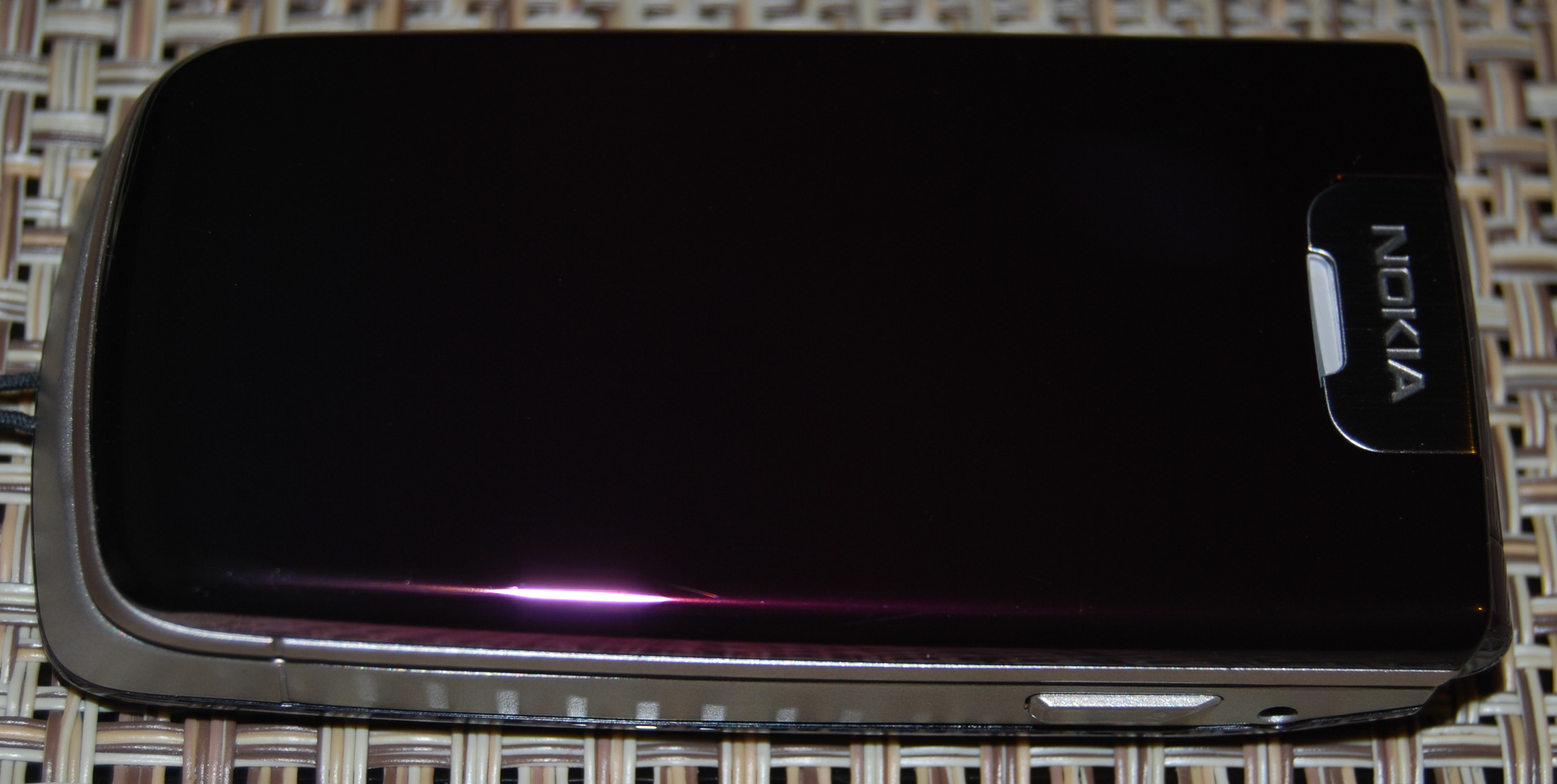
نوکیا ۶۶۰۰ فولد

نوکیا ۶۶۰۰ فولد یک‌نمونه از گوشی‌های تلفن همراه سری ۶۰۰۰ شرکت نوکیا می‌باشد که توسط همین شرکت به بازار عرضه شده‌است.